# تپه کاجی
تپه کاجی مربوط به دوران‌های تاریخی پس از اسلام است و در شهرستان رامیان، بخش خان ببین، روستای ارازگل واقع شده و این اثر در تاریخ ۲۷ مرداد ۱۳۸۲ با شمارهٔ ثبت ۹۷۴۳ به‌عنوان یکی از آثار ملی ایران به ثبت رسیده است.